# Tribal Youth Federation

TYF:s fana.

Tribal Youth Federation (på bengali Upajati Juba Federation), organisation ansluten till Democratic Youth Federation of India i Tripura. TYF organiserar ungdomar från delstatens stamfolk. TYF har sin egen centralkommitté och ger ut tidskriften Bini Kharad (Vår Röst). TYF:s högst beslutande organ är dess Central Conference.
TYF arbetar i nära koordination med Ganamukti Parishad och anses ofta som GMP:s ungdomsförbund. TYF grundades 1967 för att möta Tripura Upajati Juba Samitis inflytande.